# Ortalis superciliaris
Il ciacialaca cigliacamoscio (Ortalis superciliaris G.R.Gray, 1867) è un uccello galliforme della famiglia dei Cracidi, endemico del Brasile.

## Descrizione
Il ciacialaca cigliacamoscio è il membro più piccolo del genere Ortalis. Misura da 42 a 46 cm di lunghezza. Vertice, collo e parte superiore del petto sono grigi, mentre il resto delle parti superiori è marrone. La parte inferiore del petto e la pancia sono marroncine. Le penne centrali della coda sono di colore verde-bruno scuro, con le punte castane; quelle esterne sono castane. Unico tra gli Ortalis, ha un sopracciglio prominente che può essere di qualsiasi colore dal bianco al cannella pallido. La pelle della faccia è grigio ardesia scuro.

## Biologia
Voce
Le vocalizzazioni del ciacialaca cigliacamoscio sono "tipiche del genere Ortalis"; sono più acute e meno rauche di quelli del ciacialaca testacastana (O. ruficeps).
Alimentazione
Nessuno studio formale sulla dieta del ciacialacia cigliacamoscio è stato pubblicato, ma è stato osservato cibarsi di frutti di palma e alcuni fiori.
Riproduzione
Uno studio sulla fenologia riproduttiva del ciacialaca cigliacamoscio nel Pará ha rilevato una stagione riproduttiva che si svolge tra dicembre e febbraio, ma sono stati trovati nidi attivi anche in altri mesi. Un nido descritto era una struttura piatta formata da ramoscelli, foglie ed erba. I nidi sono stati trovati alle biforcazioni degli alberi, in cima all'erba alta e in fitti cespugli. La dimensione tipica della covata è di due o tre uova.

## Distribuzione e habitat
il ciacialaca cigliacamoscio è diffuso nel nord-est del Brasile, a sud del Rio delle Amazzoni, in alcune parti degli stati di Pará, Maranhão, Ceará, Tocantins e Piauí. È caratteristico delle pianure, e abita aree di boscaglia e macchia, comprese quelle fortemente degradate.

## Tassonomia
Ortalis superciliaris era in precedenza considerata una sottospecie del ciacialaca minore (Ortalis motmot). È una specie monospecifica.

## Conservazione
La IUCN ha originariamente valutato il ciacialaca cigliacamoscio come prossimo alla minaccia, ma dal 2012 è considerato come a rischio minimo. "Le minacce [sono] elencate come distruzione e frammentazione dell'habitat, forte pressione venatoria e commercio, tutte cose che suggeriscono che è in declino".